# Karl Blossfeldt
Karl Blossfeldt (Schielo, 1865 – Berlino, 1932) è stato un fotografo, scultore e insegnante tedesco.
È conosciuto principalmente per le foto di nature morte ritraenti fiori e organismi viventi. La sua fotografia è stata influenzata dall'interesse per la natura, in particolare per il modo in cui crescono le piante. È ritenuto un importante esponente della Nuova Oggettività.

## Carriera
Karl Blossfeldt nasce in Germania nel 1865. Comincia la sua carriera artistica lavorando come tirocinante in una fonderia a Mägdesprung e successivamente come studente all'Universität der Künste di Berlino. 
Nel 1890 riceve una borsa di studio per studiare a Roma sotto la guida del professor Moritz Meurer. Qui realizza le prime foto ai fiori, prestando particolare attenzione alla loro forma. Blossfeldt continua a lavorare con Meurer fino al 1930, quando diventa a sua volta professore presso l'Universität der Künste dove aveva studiato in giovane età. Durante questo periodo Blossfeldt mette insieme un ampio archivio di foto di piante. Le foto fungono da strumento di insegnamento per i suoi studenti. Senza alcun insegnamento professionale, Blossfeldt riesce ad alterare l'apparecchio fotografico inserendo lenti capaci di ingrandire l'immagine fino a 30 volte rispetto alle dimensioni reali. L'uso del macro gli permette di ottenere fotografie dotate di estrema nitidezza.
Nel 1928, Blossfeldt pubblica "Forme artistiche in natura", una raccolta con le migliaia di immagini di fiori, piante e semi da lui realizzate.